# 空调礼堂的喧哗

辩论会的海报

空调礼堂的喧哗：奥莱利VS斯图尔特2012（英语：The Rumble in the Air-Conditioned Auditorium: O'Reilly vs. Stewart 2012）是由有線電視新聞網主播E.D.希尔主持、来自奥莱利元素的比尔·奥莱利和来自喜剧中心的乔恩·斯图尔特展开的辩论。在2012年10月6日晚上8点在华盛顿特区开始，大部分观众通过互联网在流媒体上观看。根据《纽约时报》的说法，“奥莱利和斯图尔特两人自2001年起经常作为客人互相做客对方节目，但是很少在讨论的问题上取得共识，除非是他们对彼此的相互尊重。”
辩论的名字来源于1974年的拳击比赛金沙萨的奇迹（The Rumble in the Jungle）；每位参赛者赛后都被主持人发了一条冠军腰带。
辩论被分为两场，上半场沿袭一贯的“总统候选人辩论”的方式，下半场三人坐在接近观众的三个位置上回答了观众的问题和在互联网上发布的问题。虽然讨论的主题与前几天的总统候选人辩论基本上是相同的，但是大部分讨论的事情都用幽默的方法表现出来，如斯图尔特经常用一个能升降的演讲台，弥补他（1.7米）与奥莱利（1.93米）之间的显著身高差距，来达到喜剧的效果。

## 观看
在互联网上观看和下载辩论赛的视频需支付4.95美元，奥莱利和斯图尔特将一半的利润捐献给慈善组织，另一半利润将用来创造供应方的工作机会。在二人宣布将举行辩论赛的第二天，在乔治·华盛顿大学里斯内礼堂举办的辩论会的门票被抢购一空。
辩论开始时出现技术故障，导致成千上万的用户不能够在互联网观看直播。这也是本次活动的Facebook页面产生巨大访问量的原因。

## 反应
《今日美国》说：“它可能不是在2012年的总统选举季最重要的辩论，但它肯定是，至少到目前为止，最有趣的。”
《坦帕湾时报》说：“奥莱利和斯图尔特互相攻击对方的观点而不是人格，他们手握事实并带有些许激动。他们也许并没有取代传统的新闻来源或改变许多人的意见，但他们为辩论会的信息交流、娱乐化和推动公众讨论提供了一个蓝图。”
在辩论后的记者会上，《时代杂志》指出，斯图尔特“抵制试图分析这场辩论的意义和影响力”，他秉承着与2010年的恢复理智大会相同的纯粹的娱乐价值。
《基督教科学箴言报》称这次辩论会是“为喜剧中心的每日秀和福克斯新闻台的奥莱利元素吸引了的巨大观众人群”。然而，沙龙网（美国政治网站）的尼古拉斯·西瓦克指出这次辩论会缺乏娱乐价值、勉强值得花4.95美元去观看，“并不是周六晚上的好去处”。